# Блэр (округ)
Блэр (англ. Blair County) — округ в штате Пенсильвания, США. Официально образован 26 февраля 1846 года. По состоянию на 2010 год, численность населения составляла 127 089 человек.

## География
По данным Бюро переписи США, общая площадь округа равняется 1364,931 км2, из которых 1362,341 км2 суша и 2,590 км2 или 0,250 % это водоёмы.

## Население
По данным переписи населения 2000 года в округе проживает 127 089 жителей в составе 52 159 домашних хозяйств. Плотность населения составляет 95,00 человек на км2. На территории округа насчитывается 55 061 жилых строений, при плотности застройки около 40,00-ка строений на км2. Расовый состав населения: белые — 96,18 %, афроамериканцы — 1,68 %, коренные американцы (индейцы) — 0,11 %, азиаты — 0,56 %, гавайцы — 0,02 %, представители других рас — 0,23 %, представители двух или более рас — 1,22 %. Испаноязычные составляли 0,97 % населения независимо от расы.
В составе 28,40 % из общего числа домашних хозяйств проживают дети в возрасте до 18 лет, 52,60 % домашних хозяйств представляют собой супружеские пары проживающие вместе, 11,20 % домашних хозяйств представляют собой одиноких женщин без супруга, 32,30 % домашних хозяйств не имеют отношения к семьям, 27,80 % домашних хозяйств состоят из одного человека, 13,30 % домашних хозяйств состоят из престарелых (65 лет и старше), проживающих в одиночестве. Средний размер домашнего хозяйства составляет 2,43 человека, и средний размер семьи 2,96 человека.
Возрастной состав округа: 21,10 % моложе 18 лет, 3,50 % от 18 до 24, 5,90 % от 25 до 44, 11,10 % от 45 до 64 и 11,10 % от 65 и старше. Средний возраст жителя округа 40 лет. Гендерный состав населения: 48,55 % мужчин и 51,45 % женщин.